# Pseudobulweria
Pseudobulweria ist eine Seevogelgattung aus der Familie der Sturmvögel. Die vier rezenten Vertreter dieser Gattung wurden trotz morphologischer Unterschiede lange in die Gattung der Hakensturmtaucher (Pterodroma) gestellt. Anhand Analysen der mtDNA-Cytochrome-b-Sequenzen wurde jedoch festgestellt, dass diese Taxa näher mit den Sturmtauchern der Gattung Puffinus verwandt sind, als mit den Hakensturmtauchern. Daher wurden sie 1998 in die 1936 von Gregory Mathews geschaffene Gattung Pseudobulweria transferiert.
Drei Pseudobulweria-Arten werden von der IUCN in die Kategorie vom Aussterben bedroht klassifiziert. Der Macgillivray-Sturmvogel (Pseudobulweria macgillivrayi) und der Salomonensturmvogel (Pseudobulweria becki) gehören zu den seltensten und am wenigsten erforschten Seevögeln der Welt. Beide Arten galten lange als verschollen, bis sie im Jahre 1984 beziehungsweise 2007 wiederentdeckt wurden. Als Hauptgefährdung gelten Ratten und verwilderte Katzen. Beim Maskarenensturmvogel (Pseudobulweria aterrima) von der Insel Réunion kommen noch tödliche verlaufende Unfälle mit Lichtanlagen hinzu. Der Tahiti-Sturmvogel (Pseudobulweria rostrata) ist noch relativ häufig und steht auf der Vorwarnliste (near threatened). Auch der St.-Helena-Riesensturmvogel, der nur von subfossilem Knochenmaterial von der Insel St. Helena bekannt ist, wurde in diese Gattung gestellt. Eine Studie aus dem Jahr 2014 sieht ihn jedoch erneut in der Gattung Pterodroma.
Knochen einer bislang unbeschriebenen ausgestorbenen Pseudobulweria-Art wurden auf Taravai, Agakauitai und Mangareva gefunden. Subfossile Knochen von Rodrigues wurden dem Maskarenensturmvogel zugeordnet.